# Eupleura
Eupleura is een geslacht van weekdieren uit de klasse van de Gastropoda (slakken).

## Soorten
- Eupleura caudata (Say, 1822)
- Eupleura limata Dall, 1890
- Eupleura muriciformis (Broderip, 1833)
- Eupleura nitida (Broderip, 1833)
- Eupleura pectinata (Hinds, 1844)
- Eupleura plicata (Reeve, 1844)
- Eupleura sulcidentata Dall, 1890
- Eupleura triquetra (Reeve, 1844)
- Eupleura vokesorum Herbert, 2005